# Ginnastica ai Giochi della V Olimpiade - Concorso libero a squadre maschile
La competizione del concorso libero a squadre di Ginnastica artistica dei Giochi della V Olimpiade si tenne il 10 luglio 1912 allo Stadio Olimpico di Stoccolma.

## Formato
Le squadre erano composte da 16-40 ginnasti che eseguivano gli esercizi simultaneamente. Il limite di tempo era di 1 ora, comprese le marce di ingresso e di uscita. Cinque giudici assegnavano un punteggio valutando le prove degli esercizi liberi.

## Classifica finale
| Pos.    | Nazione     | Ginnasti | Punteggi Giudici    | Punteggi Giudici     | Punteggi Giudici       | Punteggi Giudici    | Punteggi Giudici     | Totale | Media Totale |
| Pos.    | Nazione     | Ginnasti | Norvegia (bandiera) | Danimarca (bandiera) | Regno Unito (bandiera) | Germania (bandiera) | Finlandia (bandiera) | Totale | Media Totale |
| ------- | ----------- | --- | ------------------- | -------------------- | ---------------------- | ------------------- | -------------------- | ------ | ------------ |
| Oro     | Norvegia    | Isak Abrahamsen, Hans Beyer, Hartman Bjørnson, Alfred Engelsen, Bjarne Johnsen, Sigurd Jørgensen, Knud Knudsen, Alf Lie, Rolf Lie, Tor Lund, Petter Martinsen, Per Mathisen, Jacob Opdahl, Nils Opdahl, Bjarne Pettersen, Frithjof Sælen, Øistein Schirmer, Georg Selenius, Sigvard Sivertsen, Robert Sjursen, Einar Strøm, Gabriel Thorstensen, Thomas Thorstensen, Nils Voss | 20,00               | 24,00                | 22,00                  | 23,25               | 25,00                | 114,25 | 22,85        |
| Argento | Finlandia   | Kalle Ekholm, Eino Forsström, Eero Hyvärinen, Mikko Hyvärinen, Tauno Ilmoniemi, Ilmari Keinänen, Jalmari Kivenheimo, Karl Lund, Aarne Pelkonen, Ilmari Pernaja, Arvid Rydman, Eino Saastamoinen, Aarne Salovaara, Heikki Sammallahti, Hannes Sirola, Klaus Suomela, Lauri Tanner, Väinö Tiiri, Kaarlo Vähämäki, Kalle Vasama                                                   | 20,00               | 20,00                | 23,00                  | 22,25               | 24,00                | 109,25 | 21,85        |
| Bronzo  | Danimarca   | Axel Andersen, Hjalmart Andersen, Halvor Birch, Wilhelm Grimmelmann, Arvor Hansen, Christian Hansen, Marius Hansen, Charles Jensen, Hjalmar Johansen, Poul Preben Jørgensen, Carl Krebs, Vigo Meulengracht Madsen, Lukas Nielsen, Rikard Nordstrøm, Steen Lerche Olsen, Oluf Olsson, Carl Pedersen, Kristian Pedersen, Niels Petersen, Christian Svendsen                      | 23,00               | 19,00                | 21,50                  | 20,75               | 22,00                | 106,25 | 21,25        |
| 4       | Germania    | Wilhelm Brülle, Erwin Buder, Walter Engelmann, Arno Glockauer, Walter Jesinghaus, Karl Jordan, Rudolf Körner, Heinrich Pahner, Kurt Reichenbach, Johannes Reuschle, Karl Richter, Hans Roth, Adolf Seebaß, Eberhard Sorge, Alexander Sperling, Alfred Staats, Hans Werner, Erich Worm                                                                                          | 18,00               | 12,00                | 14,00                  | 16,25               | 24,00                | 84,25  | 16,85        |
| 5       | Lussemburgo | Nic Adam, Charles Behm, André Bordang, Jean-Pierre Frantzen, Michel Hemmerling, François Hentges, Pierre Hentges, Jean-Baptiste Horn, Nicolas Kannive, Émile Knepper, Nic Kummer, Marcel Langsam, Émile Lanners, Maurice Palgen, Jean-Pierre Thommes, François Wagner, Antoine Wehrer, Ferd Wirtz, Jos Zuang                                                                   | 19,00               | 15,50                | 18,00                  | 17,00               | 12,00                | 81,50  | 16,30        |